# Zaretis itys
Zaretis itys är en fjärilsart som beskrevs av Pieter Cramer 1777. Zaretis itys ingår i släktet Zaretis och familjen praktfjärilar. Inga underarter finns listade i Catalogue of Life.

## Bildgalleri

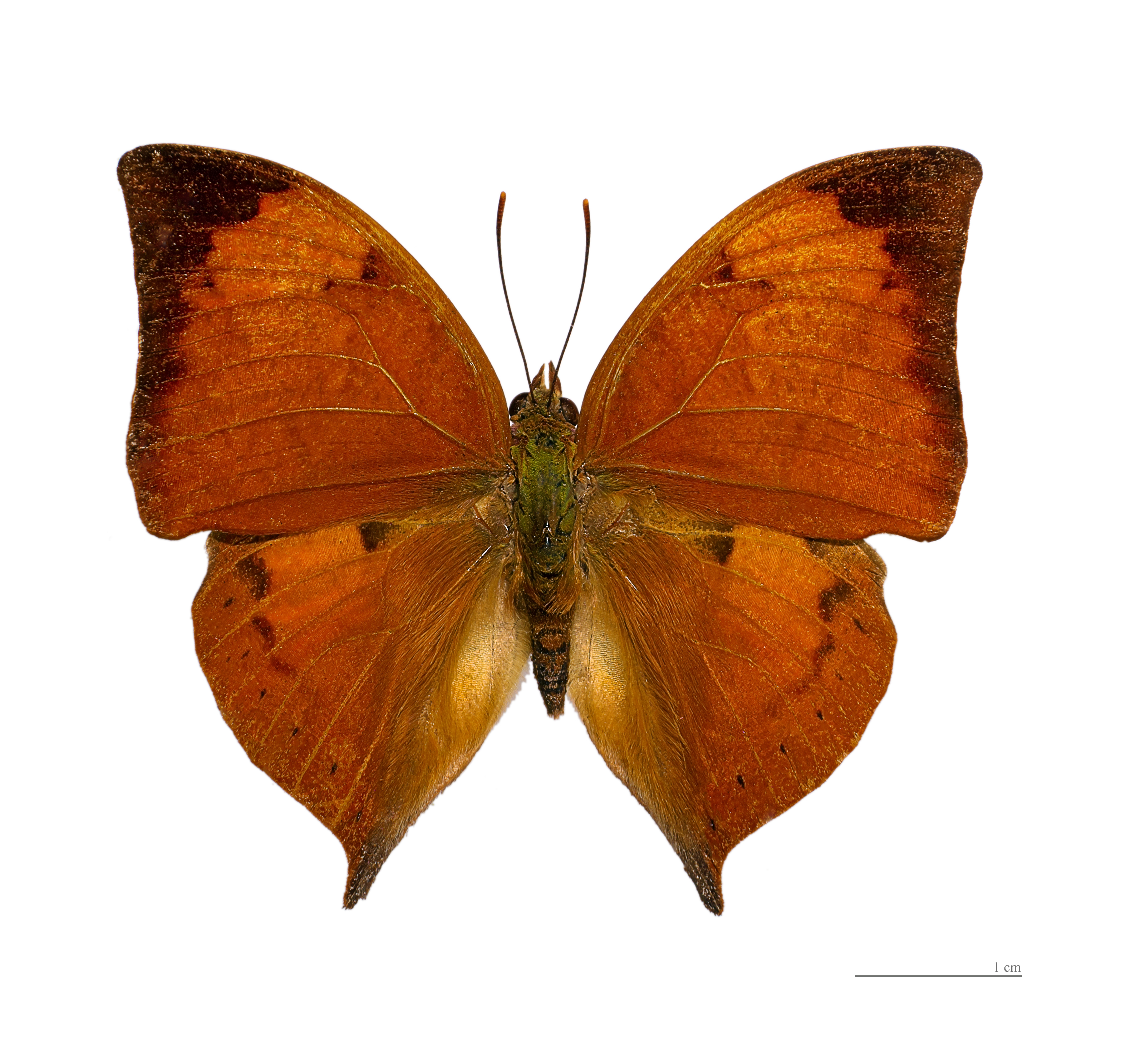
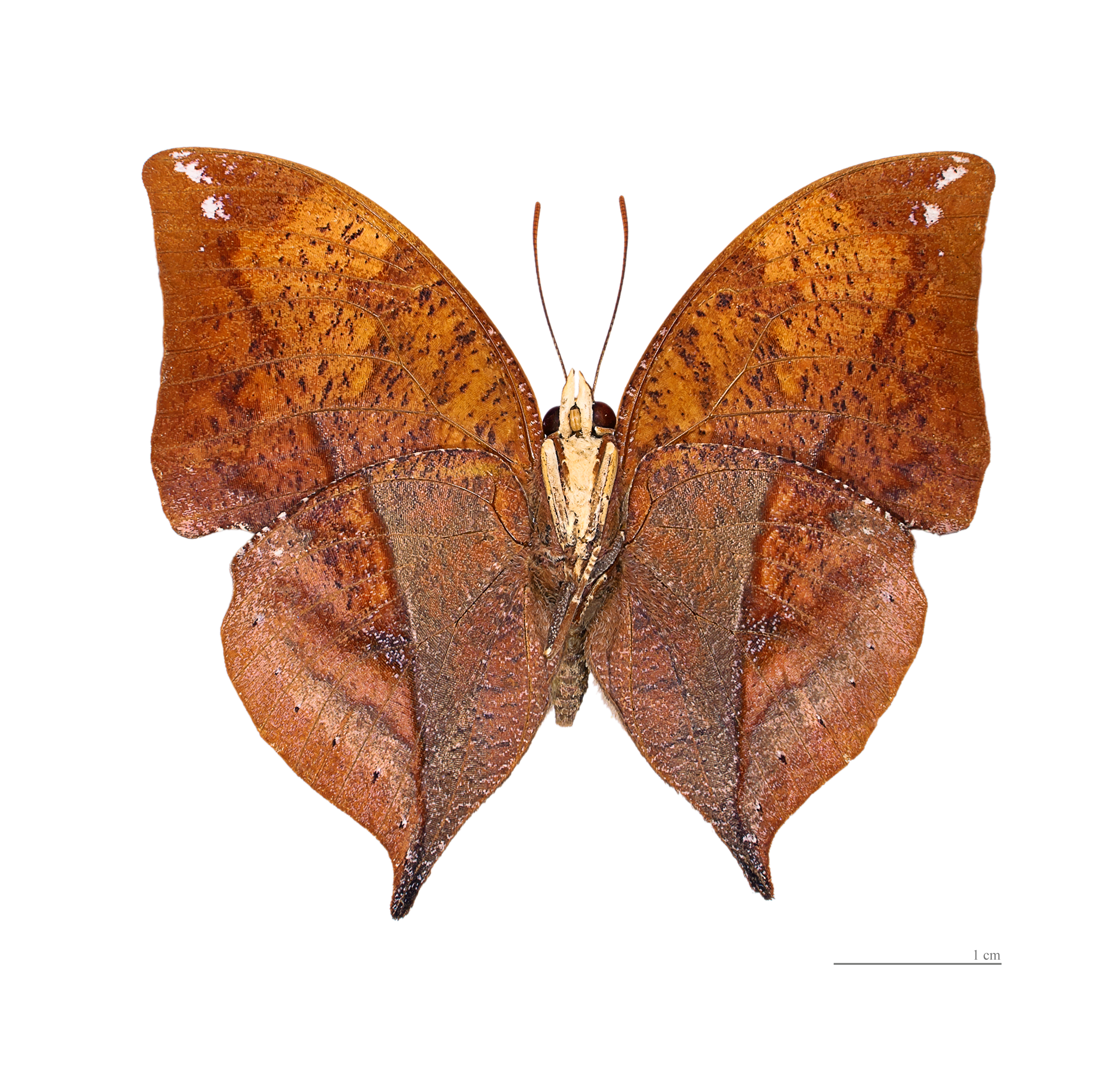